# 威代寺
威代寺（いだいじ）は、岐阜県恵那市三郷町野井にある臨済宗妙心寺派の寺院。山号は白峰山。恵那三十三観音霊場二十五番

## 歴史
慶長4年（1599年）10月、野井鳥居前に安室養公(安室祖艱)により茅葺の草庵で開山し、明知の龍護寺の末寺に属したと伝わる。
明暦2年（1656年）檀徒間の不和により一部の檀徒が天長寺に移った。
天保7年（1836年）9月17日に、建物の老朽化により、孝山玄谸により再建された。
明治9年（1876年）4月2日に、龍護寺十四世の黙仙宗佐によって伝法法地となった。
尾関重之介が描いた百花曼荼羅格天井絵があり、恵那市の文化財に指定されている。

## 十一面観音立像
威代寺所蔵の十一面観音立像は、桧材の一本造で、素地・彫眼で像高は165cm。 恵那市における唯一の平安時代(11世紀)作の仏像で恵那市文化財に指定されている。
伝説によれば行基が諸国を巡った際に野井村に来て十一面観音立像を彫った。そこで草堂を建立して安置し信者を集めたが、後に伽藍を建てて祀った。これが法仙寺である。
天正2年(1574年)に武田勝頼の東濃侵攻の際に法仙寺は焼討されて滅亡したものの、十一面観音立像は川の中の岩の上に遷座していたため無事であったが、土中に埋没し行方不明となった。
元和2年（1616年）に、ニ世住持の一祐三公が霊夢により、十一面観音立像が埋まっている場所を知り、迎えて一堂を建立し(円通山 大悲寺)と名付けたいう。
臨済末流沙門陽蔵主が記した八幡社棟札によれば、40年ぶりに土の塵中から十一面観音立像が発見されたので村内繁栄のために堂宇(嶺松山 再現寺)を建立したとある。
明治維新後に祀られていた堂宇が取り壊されて、十一面観音像は威代寺に移された。